# Laissez passer (chanson)
Pour les articles ayant des titres homophones, voir Laisser-passer (Bridge) et Laissez-passer (film).
Singles de Maitre Gims
Melynda Gates
(2015) Longue vie
(2015)
Laissez passer est une chanson du rappeur congolais Maître Gims. Elle est publiée le 22 juin 2015 en tant que le deuxième single extrait de la partie bleue de son deuxième album studio Mon cœur avait raison.

## Clip vidéo
Le Clip est sorti le 3 juillet.  
Dans son clip, Maître Gims invite plusieurs membres de sa famille, tels que :
- Son père : Djuna Djanana
- Ses frères : Dadju, Bedjik, X-Gangs, Darcy et Djelass
- Sa dernière fille[1] (à la fin du clip)

## Classements et certification

### Classements hebdomadaires
| Classement                              | Meilleure position |
| --------------------------------------- | ------------------ |
| France (SNEP)                           | 7                  |
| Belgique (Wallonie Ultratop 50 Singles) | 7                  |

### Certification
| Pays   | Organisme | Certification | Ventes |
| ------ | --------- | ------------- | ------ |
| France | SNEP      | Or            | 50 000 |